# Dioon rzedowskii
Dioon rzedowskii  (лат.) — вид саговников семейства Замиевые (Zamiaceae). Видовое латинское название дано в честь ботаника Ежи Жедовского.
Растение древовидное. Ствол до 5 м высотой, 40 см диаметром. Листья светло- или ярко-зелёные, высокоглянцевые, длиной 140-180 см, складаются из 160 фрагментов. Листовые фрагменты ланцетные; средние фрагменты 14-19 см длиной, 18-21 мм в ширину. Пыльцевые шишки от узкояйцевидных до веретеновидных, бледно-коричневые, 30-50 см длиной, 8 см диаметром. Семенные шишки от яйцевидных до узкояйцевидных, светло-коричневые, длиной 60-80 см, 20-25 см диаметром. Семена продолговатые, 50-60 мм, шириной 30 мм, саркотеста кремовая или белая.
Этот вид является эндемиком штата Оахака, Мексика. Растёт в малых группах в ущельях известняковых скал, где есть гумус, в открытом тропическом лиственном лесу.
Разрушение среды обитания (кукурузные поля) растёт с угрожающей скоростью и даже скальные места обитания вида, кажутся, не безопасны.